# Водородна връзка
Водородната връзка представлява електромагнитното привличане между двуполюсни молекули, в които водородът е свързан с атом с голяма електроотрицателност, като азот, кислород или флуор, например. Името водородна връзка е малко подвеждащо, защото това не е химична връзка между атоми, а електромагнитно привличане. Енергията на водородната връзка обикновено е от 5 до 30 kJ/mol (килоджаула на мол) и е сравнима с тази на слабите ковалентни връзки (155 kJ/mol), като типичната ковалентна връзка обикновено е само около 20 пъти по-силна от водородната.
Тези сили могат да възникнат както между различни молекули, така и между части на една и съща молекула, като в първия случай се наричат междумолекулни, а в другия вътрешномолекулни.
Водородната връзка е вариант на много стабилно фиксирана диполна силова връзка от типа на Ван дер Ваалс, но е по-слаба от ковалентните, йонните и металните връзки. Тя е нещо средно между ковалентна връзка и електростатично вътрешномолекулно привличане. Този вид връзка се среща както при органични молекули като ДНК и протеини, така и при неорганични молекули (водата например).
Водородната връзка е отговорна за високата точка на кипене на водата (100 °C на морското равнище и при атмосферно налягане от 101,3 kPa (килопаскала или една атмосфера). Това става благодарение именно на водородната връзка, докато не е така с другите хидриди, като напр. тези с халогенните елементи. Вътрешномолекулните връзки на водорода са частично отговорни за вторичната, третичната и четвъртичната структури на протеините, както и на нуклеиновите киселини..